# Serinda Swan

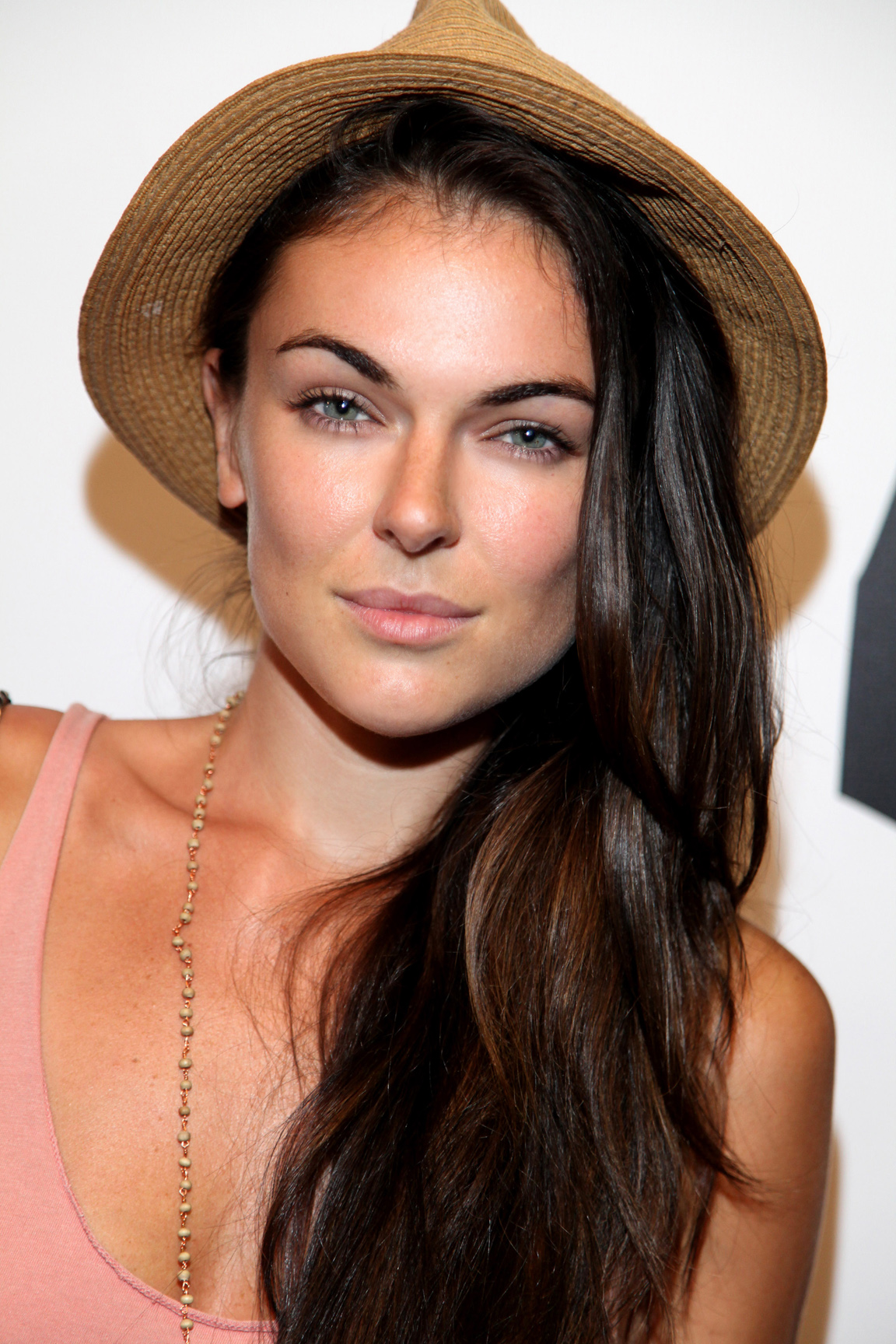
Serinda Swan (2012)

Serinda Swan (* 11. Juli 1984 in West Vancouver, British Columbia) ist eine kanadische Schauspielerin und Model.

## Karriere
Swan wurde 1984 in West Vancouver, British Columbia, als Tochter einer Schauspielerin und eines Theaterregisseurs geboren. In einem Kurzinterview erklärte sie, dass ihre Eltern Hippies waren und sie nach einem alten tibetanischen Musikinstrument benannt worden sei. Swan begann mit dem Modeln, nachdem sie mit 14 Jahren einen Modelwettbewerb gewonnen hatte.
Ihr Schauspieldebüt gab Swan im zum Teil in British Columbia gedrehten Bollywood-Film Neal 'n' Nikki. Es folgten kleinere Auftritte in vorwiegend kanadischen Produktionen, darunter Nebenrollen in den Fernsehserien Blood Ties – Biss aufs Blut (2007), Psych (2008) und Reaper – Ein teuflischer Job (2009). 2008 war Swan im Musikvideo zur Single So Happy der kanadischen Rockband Theory of a Deadman zu sehen. 2009 folgten Nebenrollen in mehreren Fernsehfilmen sowie schließlich eine Hauptrolle in der Romantikkomödie The Break-Up Artist. In der Fernsehserie Smallville war sie in zwei Folgen als Zatanna Zatara zu sehen.
2010 spielte Swan im Fantasyfilm Percy Jackson – Diebe im Olymp die Rolle der Aphrodite, in Tron: Legacy war sie als eine Siren zu sehen.
2011 bekam Swan eine Hauptrolle in der US-amerikanischen Actionserie Breakout Kings, in der sie die ehemalige Kopfgeldjägerin Erica Reed spielte. Die Serie wurde im darauffolgenden Jahr nach zwei Staffeln mit insgesamt 23 Folgen eingestellt.
Von 2013 bis 2015 spielte Swan in der US-amerikanischen Krimiserie Graceland die Rolle der Paige Arkin. Von 2019 bis 2022 spielte sie die Hauptrolle der Gerichtsmedizinerin Jenny Cooper in der kanadischen Krimiserie Coroner – Fachgebiet Mord, die auf den Kriminalromanen von  M. R. Hall beruht. Sie hat die Serie nach der vierten Staffel verlassen. Weitere Film- und vor allem Fernsehrollen folgten. Von 2019 bis 2022 war sie in Coroner – Fachgebiet Mord zu sehen, seit 2023 übernimmt sie eine Rolle in Reacher. Ihr Schaffen für Film und Fernsehen umfasst mehr als 40 Produktionen.
Abseits von Film und Fernsehen ist Swan auch als Fotomodel tätig, unter anderem für die US-amerikanische Modemarke Guess, die kanadische Marke Dorinha Jeans Wear und die Pokerseite Absolute Poker.

## Privates
Swan ist für verschiedene Wohltätigkeitsorganisationen tätig, unter anderem für Friends to Mankind, die Somaly Mam Foundation und Nothing But Nets, einem Projekt der United Nations Foundation.

## Filmografie (Auswahl)
- 2005: Neal ’n’ Nikki
- 2006, 2010: Supernatural (Fernsehserie, 2 Folgen)
- 2007: Exes and Ohs (Fernsehserie, Folge 1x06 What Goes Around …)
- 2007: Blood Ties – Biss aufs Blut (Blood Ties, Fernsehserie, Folge 1x07 Heart of Ice)
- 2008: Loch Ness – Die Bestie aus der Tiefe (Beyond Loch Ness, Fernsehfilm)
- 2008: Psych (Fernsehserie, Folge 3x02 Ein Shawn für alle Fälle)
- 2009: Desperate Escape
- 2009: Reaper – Ein teuflischer Job (Reaper, Fernsehserie, Folge 2x12 Big Business)
- 2009: Hostile Makeover (Fernsehfilm)
- 2009: Trust (Fernsehfilm)
- 2009: The Break-Up Artist
- 2009–2010: Smallville (Fernsehserie, 2 Folgen)
- 2010: Percy Jackson – Diebe im Olymp (Percy Jackson & the Olympians: The Lightning Thief)
- 2010: Tron: Legacy
- 2011: Hawaii Five-0 (Fernsehserie, Folge 1x22 Das Ende der Lügen)
- 2011: Recoil
- 2011: Creature
- 2011–2012: Breakout Kings (Fernsehserie, 22 Folgen)
- 2012: The Baytown Outlaws
- 2013: Republic of Doyle – Einsatz für zwei (Republic of Doyle, Fernsehserie, Folge 5x06)
- 2013–2015: Graceland (Fernsehserie, 37 Folgen)
- 2014: Chicago Fire (Fernsehserie, 4 Folgen)
- 2014: The Tomorrow People (Fernsehserie, 2 Folgen)
- 2014: Jinn
- 2014: Sister
- 2017: Feud (Fernsehserie, Folge 1x05 And the Winner Is… (The Oscars of 1963))
- 2017: The Veil
- 2017: Marvel’s Inhumans (Fernsehserie, 8 Folgen)
- 2017: Ballers (Fernsehserie, 6 Folgen)
- 2017: Blood Ride
- 2019–2022: Coroner – Fachgebiet Mord (Coroner, Fernsehserie, 38 Folgen)
- 2020: Revenge Ride
- 2020: The Twilight Zone (Fernsehserie, Folge 2x02 Downtime)
- 2021: Redemption Day
- 2022: Devotion
- seit 2023: Reacher (Fernsehserie)